# Georgios Papandreou
Georgios Papandreou (řecky: Γεώργιος Παπανδρέου; 13. února 1888 Kalentzi – 1. listopadu 1968, Athény) byl řecký politik, představitel liberálních tendencí. Působil tři funkční období jako premiér Řecka (1944–1945, 1963, 1964–1965). V letech 1950–1952 byl místopředsedou vlády v kabinetech Nikolaose Plastirase a Sofoklise Venizelose. Od roku 1923 sloužil mnohokrát jako ministr, na různých rezortech. Jeho politická kariéra trvala více než pět desetiletí, byl považován za jednoho z nejlepších řečníků na řecké politické scéně. Byl dlouho členem Liberální strany, v roce 1961 založil vlastní stranu Unie středu (Enosis Kentrou). Byl rovněž zakladatelem známé politické dynastie: předsedou řecké vlády se stal jak jeho syn Andreas Papandreu, tak vnuk Jorgos Papandreu.

## Život
Vystudoval práva v Athénách (1911) a politické vědy v Berlíně. Jeho politická filozofie byla silně ovlivněna německou sociální demokracií. V důsledku toho byl neústupným antimonarchistou a podporovatelem štědré sociální politiky, ale také extrémním antikomunistou. Již v raném mládí se zapojil do politiky jakožto příznivec vůdce liberálů Eleftheriose Venizelose, který z něj po balkánských válkách udělal guvernéra Chiosu. Jeden z jeho bratrů, Nikos, byl v druhé balkánské válce zabit.
Během politické krize provázené spory o to, na čí straně má Řecko vstoupit do první světové války (král byl pro ústřední mocnosti, Venizelos pro trojdohodu) byl Papandreou jedním z Venizelosových nejbližších podporovatelů proti proněmeckému panovníkovi Konstantinovi I. Když Venizelos v roce 1916 opustil Athény, Papandreou ho doprovodil na Krétu a poté odešel na Lesbos, kde zmobilizoval antimonarchistické příznivce a zajistil podporu pro Venizelosovu povstaleckou pro-dohodovou vládu v Soluni.
Ve všeobecných volbách v roce 1920 Papandreou neúspěšně kandidoval jako nezávislý liberál ve volebním obvodu Lesbos. V roce 1921 jako právník obhajoval Alexandra Papanastasioua, politika uvězněného za kritiku krále Konstantina. Papanastasiou později unikl atentátu od roajalistických extremistů na Lesbu a nakonec se stal roku 1924 řeckým premiérem, to poté, co roku 1922 proběhl úspěšný antimonarchistický převrat a vznikla druhá helénská republika.
Od ledna do října 1923 působil jako ministr vnitra v kabinetu Stylianose Gonatase. Ve volbách v prosinci 1923 byl zvolen poslancem venizelistické Liberální strany za Lesbos a v červnu 1925 působil jako ministr financí (pouhých 11 dní). V letech 1925–1926 generál Theodoros Pangalos vyhlásil diktátorský režim, během té doby byl Papandreou uvězněn. V letech 1930–1932 byl ministrem školství a v roce 1933 ministrem dopravy. Jako ministr školství reformoval řecký školský systém a postavil mnoho škol pro děti uprchlíků z řecko-turecké války.
V roce 1935 založil Demokratickou socialistickou stranu Řecka. Téhož roku se uskutečnil roajalistický převrat generála Georgiose Kondylise a byla obnovena monarchie. Papandreou byl vyhnán z politiky a v roce 1938 vyhoštěn monarchistickým diktátorem Ioannisem Metaxasem.
Po okupaci Řecka silami Osy a vypuknutí druhé světové války byl italskými úřady uvězněn. Později se mu podařilo uprchnout na Blízký východ a připojil se k převážně venizelistické exilové vládě sídlící v Egyptě. S britskou podporou jej král Jiří II. jmenoval premiérem a pod jeho vedením se konala Libanonská konference (květen 1944), kde se sešli exiloví, předváleční i odbojoví řečtí politici, včetně komunistů z ELAS. Papandreou s nimi dohodl vznik poválečné vlády národní jednoty, která měla zabránit hrozící občanské válce. V říjnu 1944 vstoupil do Athén spolu s některými jednotkami řecké a britské armády. Stal se předsedou vlády národní jednoty a snažil se urovnat rostoucí spory mezi komunistickou levicí a pravicí. Poté, co propukly ozbrojené střety známé jako dekemvriana, odstoupil z funkce premiéra. Občanská válka v roce 1946 nakonec stejně propukla.
V letech 1946–1952 sloužil jako ministr práce, zásobování, školství, financí a veřejného pořádku. V letech 1950–1952 byl také místopředsedou vlády. Poté se z vysokých postů stáhl, neboť se stal v Liberální straně nespokojencem, který začal kritizovat Sofoklise Venizelose z ustrnutí a neschopnosti přicházet s novými programy a myšlenkami, čehož důsledkem byla rostoucí hegemonie konzervativců Konstantínose Karamanlíse. V roce 1961 svou rebelii dovršil, když si založil vlastní Unii středu, která měla oživit řecký liberalismus. Nakonec jeho strana vyhrála volby v listopadu 1963 a další v roce 1964, ty dokonce s drtivou převahou. On sám stál v této době v čele dvou kabinetů.
Jeho progresivistická politika jako premiéra vzbudila v konzervativních kruzích velkou nevoli. Terčem nenávisti se začal stávat také jeho syn Andreas, který ovládl mládežnickou organizaci strany a bylo o něm známo, že je mnohem více vlevo než otec (později, po pádu vojenské diktatury, syn založil řeckou sociální demokracii – PASOK). Král Konstantin II. se otevřeně stavěl proti Papandreouově vládě a v armádě docházelo k častým krajně pravicovým spiknutím, která vládu destabilizovala. Tento zuřivý odpor byl z vnějšího pohledu obtížně pochopitelný, neboť v zahraniční politice Papandreou vystupoval značně konzervativně, odmítl například osamostatnění Kypru a vyslal na ostrov řeckou armádu. Byl ovšem také kritikem přílišného vlivu Spojených států v Řecku.
Nakonec král vytvořil rozkol v Unii středu, odvolal Papandreoua z funkce a na jeho místo dosadil jiného politika Unie Georgiose Athanasiadise-Novase (tato krize je známa též jako Apostasia). Tomu se však vládu udržet nepodařilo, načež nastal značný politický chaos. Ten ukončil vojenský převrat v dubnu 1967. Byla nastolena diktatura, tzv. režim plukovníků, s Georgiosem Papadopoulosem v čele. Papandreou byl zatčen a zemřel v domácím vězení v listopadu 1968. Jeho pohřeb se stal masovou demonstrací proti diktatuře. V době diktatury získal též mezi lidem láskyplnou přezdívku Géros tis Dimokratías – Starý muž demokracie.

## Soukromý život
Jeho první žena byla dcerou polského šlechtice a vojáka Zygmunta Mineyka, s ní měl syna Andrease. Druhou ženou byla populární řecká herečka Cybele Andrianouová.